# Provincia de Hedmark
Hedmark es una provincia de Noruega, con 27 388 km² de superficie y 195 153 habitantes según el censo de 2015. Tiene fronteras con las provincias de Sør-Trøndelag, Oppland y Akershus. Su capital es Hamar.

## Geografía
Hedmark constituye la parte nororiental de Østlandet, la región sudeste del país. Tiene una larga frontera con Suecia —provincias de Dalarna y de Värmland—, país del que está separado por la larga cadena montañosa de los Alpes escandinavos. Los lagos más grandes son Femunden y Mjøsa, este último el más grande de Noruega. El río Glomma, el más largo del país, transcurre a través de Hedmark.
Tradicionalmente, Hedmark se divide en los distritos de Hedmark, al este del lago Mjøsa, Østerdalen, al norte de Elverum, y Glåmdalen —que a su vez comprende los distritos de Odalen, Vinger y Solør—, al sur de Elverum. Hedmark y Oppland son las únicas provincias noruegas sin litoral. Hedmark también organizó algunos eventos de los Juegos Olímpicos de Lillehammer 1994.
Hamar, Kongsvinger, Elverum y Tynset son algunas de las ciudades de la provincia. Hedmark es una de las zonas menos urbanizadas y con menor densidad demográfica en Noruega; cerca de la mitad de los habitantes viven en zona rural. La población se concentra principalmente en el rico distrito agrícola junto al lago Mjøsa, al sureste. Sus extensos bosques suministran gran parte de la madera que consume Noruega; anteriormente, cientos de troncos cortados eran arrojados directamente al río Glomma para ser transportados por vía fluvial a la costa, pero ahora se transportan en camión y tren.
El municipio de Engerdal tiene la particularidad de que marca la frontera meridional actual de Laponia en Noruega, la región tradicional de los sami.
Hedmark fue originalmente parte de la provincia de Akershus, pero en 1757 el amt de Opland (Oplandenes amt) se separó de él. Algunos años más tarde, en 1781, este se dividió a su vez en Kristian amt (hoy en día Oppland) y Hedemarkens amt (hoy en día y desde 1919, Hedmark).
- Elgpiggen, montaña de la provincia conocida por su forma de pirámide.

## Etimología

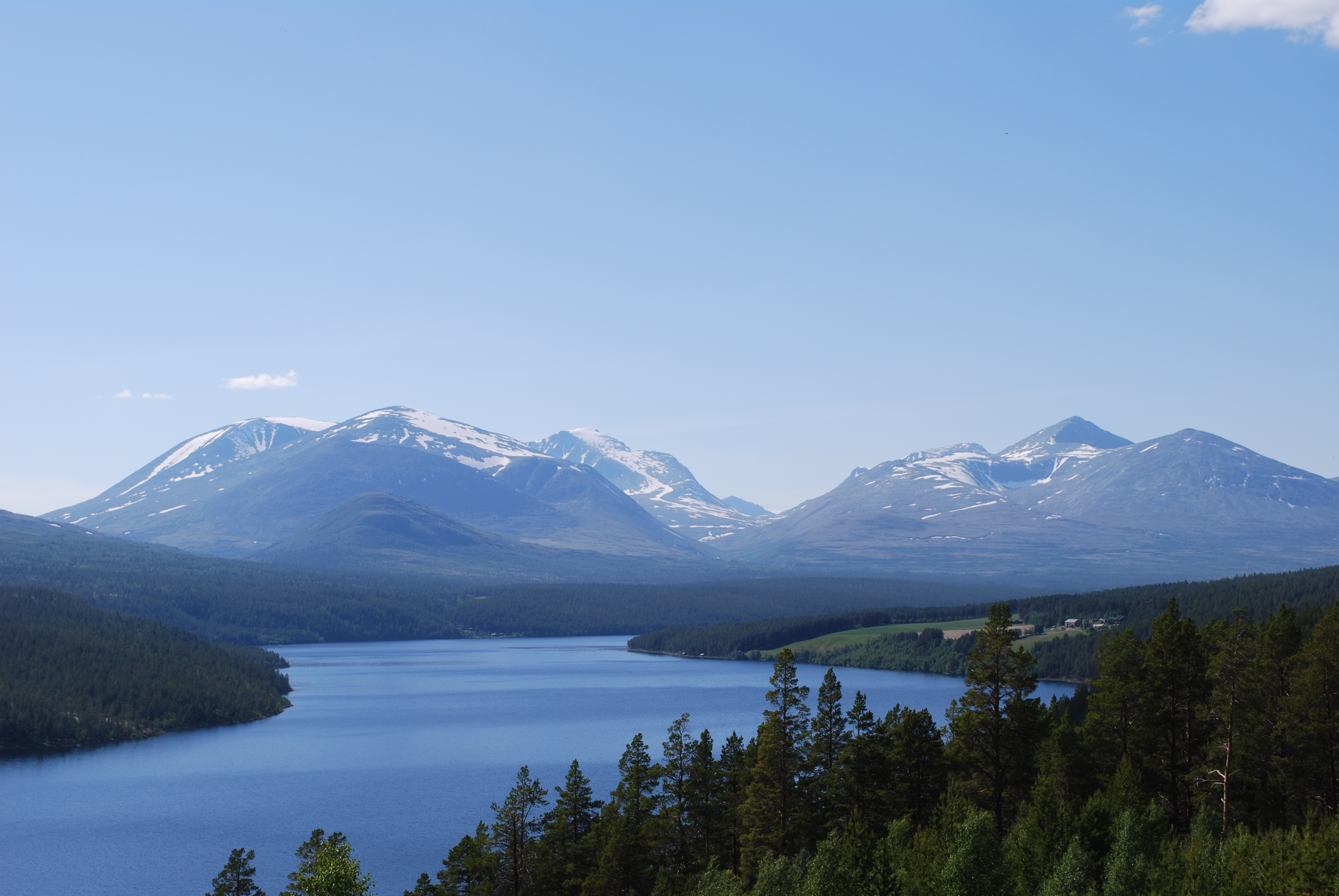
Lago Atnsjøen.

El origen del topónimo no es claro. La forma del nombre en nórdico antiguo era Heiðmǫrk. El primer elemento es heiðnir, nombre de una antigua tribu germánica, que se relaciona con la palabra heið («páramos»). El último elemento es mǫrk, que significa «bosque, zona fronteriza, marca» (al igual que en Telemark y Finnmark).

## Escudo de armas
El escudo de armas data de 1987. Muestra tres barkespader (literalmente en español, «palas de corteza», azuelas o hachas utilizadas para desbastar la corteza de un tronco).

## Municipios
| Rango | Nombre      | Población | Área (km²) |
| ----- | ----------- | --------- | ---------- |
| 1     | Ringsaker   | 32 524    | 1125       |
| 2     | Hamar       | 28 344    | 339        |
| 3     | Elverum     | 19 838    | 1221       |
| 4     | Stange      | 19 104    | 642        |
| 5     | Kongsvinger | 17 377    | 965        |
| 6     | Sør-Odal    | 7791      | 487        |
| 7     | Åsnes       | 7607      | 1015       |
| 8     | Løten       | 7272      | 363        |
| 9     | Trysil      | 6763      | 2957       |
| 10    | Eidskog     | 6327      | 604        |
| 11    | Tynset      | 5490      | 1831       |
| 12    | Nord-Odal   | 5118      | 476        |
| 13    | Grue        | 5078      | 787        |
| 14    | Åmot        | 4285      | 1306       |
| 15    | Våler       | 3870      | 685        |
| 16    | Stor-Elvdal | 2679      | 2144       |
| 17    | Alvdal      | 2441      | 927        |
| 18    | Os          | 2033      | 1013       |
| 19    | Rendalen    | 1998      | 3073       |
| 20    | Tolga       | 1671      | 1101       |
| 21    | Folldal     | 1669      | 1266       |
| 22    | Engerdal    | 1434      | 1921       |
| Total | Hedmark     | 190 709   | 27 388     |